# Presses universitaires de Grenoble
Pour les articles homonymes, voir PUG.
Les Presses universitaires de Grenoble, abrégées par le sigle PUG, sont une maison d'édition universitaire fondée en 1972. Elles n'entretiennent aucun lien avec l'Université Grenoble Alpes, qui dispose de sa propre maison d'édition, UGA Editions.

## Histoire des PUG
Les PUG ont été créées en 1972 par des universitaires grenoblois qui ont souhaité mettre en place une maison d’édition à part entière avec son autonomie éditoriale et son propre réseau de diffusion pour faciliter la commercialisation et la meilleure visibilité de leur catalogue. Les PUG sont une société coopérative d'intérêt collectif avec près de 400 sociétaires actifs, les seules presses universitaires en France à se prévaloir d’un tel statut. Les sociétaires sont des universitaires, parmi lesquels les auteurs retenus pour publication.
Les PUG en tant qu'entreprise privée ont comme mission principale clairement inscrite dans leur statut: servir l'intérêt général et soutenir l'université en contribuant, entre autres, à la valorisation des travaux universitaires. C'est pourquoi l'une de leurs priorités est la diffusion de la pensée scientifique en France et à l'étranger.
Éditeur scientifique et universitaire national de référence, les PUG rassemblent des auteurs de la France entière, et même au-delà. Elles publient environ 40 nouveautés par an qui viennent enrichir les 800 titres de leur catalogue général actuel. Avec leur catalogue de français langue étrangère, elles contribuent au déploiement du français et des cultures francophones partout dans le monde.
Les PUG ont pour principales mission de proposer, dans le domaine des sciences humaines et sociales, des manuels de cours pour les étudiants (collections En +), des essais et des ouvrages de référence pour les enseignants/chercheurs et les professionnels.

## Organisation
Trente cinq directeurs de collections animent les dix thèmes qui regroupent une trentaine de collections : droit, économie,gestion, histoire, psychologie, sociologie, science politique, science de l'éducation, etc.
Les PUG disposent également d'un département français langue étrangère sous la direction d'Isabelle Gruca spécialisé dans l'édition de manuels d'apprentissage du français pour grands adolescents et adultes qui proposent des approches pédagogiques souples et variées: méthodes d'apprentissage, ouvrages de grammaire, de vocabulaire et d'expression, d'entraînement aux examens, de civilisation, de français sur objectifs spécifique (ou à visée professionnelle) et de didactique. Ils s'adressent à tous les enseignants FLE basés en France ou rattachés au MAEE, aux enseignants étrangers qui enseignent le français dans leur pays et à tous les apprenants allophones du français. À ce jour, les PUG font partie des quatre grands éditeurs de FLE qui animent le paysage éditorial français avec Hachette FLE, CLE International et les éditions Didier.
Le professionnalisme des PUG permet de garantir le respect du droit d'auteur[réf. nécessaire] : contrat d'auteur et protection du droit de copie électronique par le CFC (Centre français d'exploitation du droit à la copie). Les PUG sont également compétentes en cession de droits à l'étranger. Chaque année plusieurs des titres qu'elles publient font l'objet de cession de droit et sont traduits dans plusieurs langues.
En 2008, les PUG ont mis en place leur plateforme de vente d'ouvrages numériques dont le lancement officiel a été effectué en septembre 2009.
En 2010, les PUG proposent sur leur site pug.fr plusieurs formules d'acquisition de leurs titres : ouvrage papier, ouvrage numérique, vente au chapitre pour les ouvrages collectifs.